# Percefleur à gorge noire
Diglossa brunneiventris
Espèce
Statut de conservation UICN

 LC  : Préoccupation mineure
Le Percefleur à gorge noire (Diglossa brunneiventris) est une espèce de passereau appartenant à la famille des Thraupidae.